# Institut Royal de la Culture Amazighe

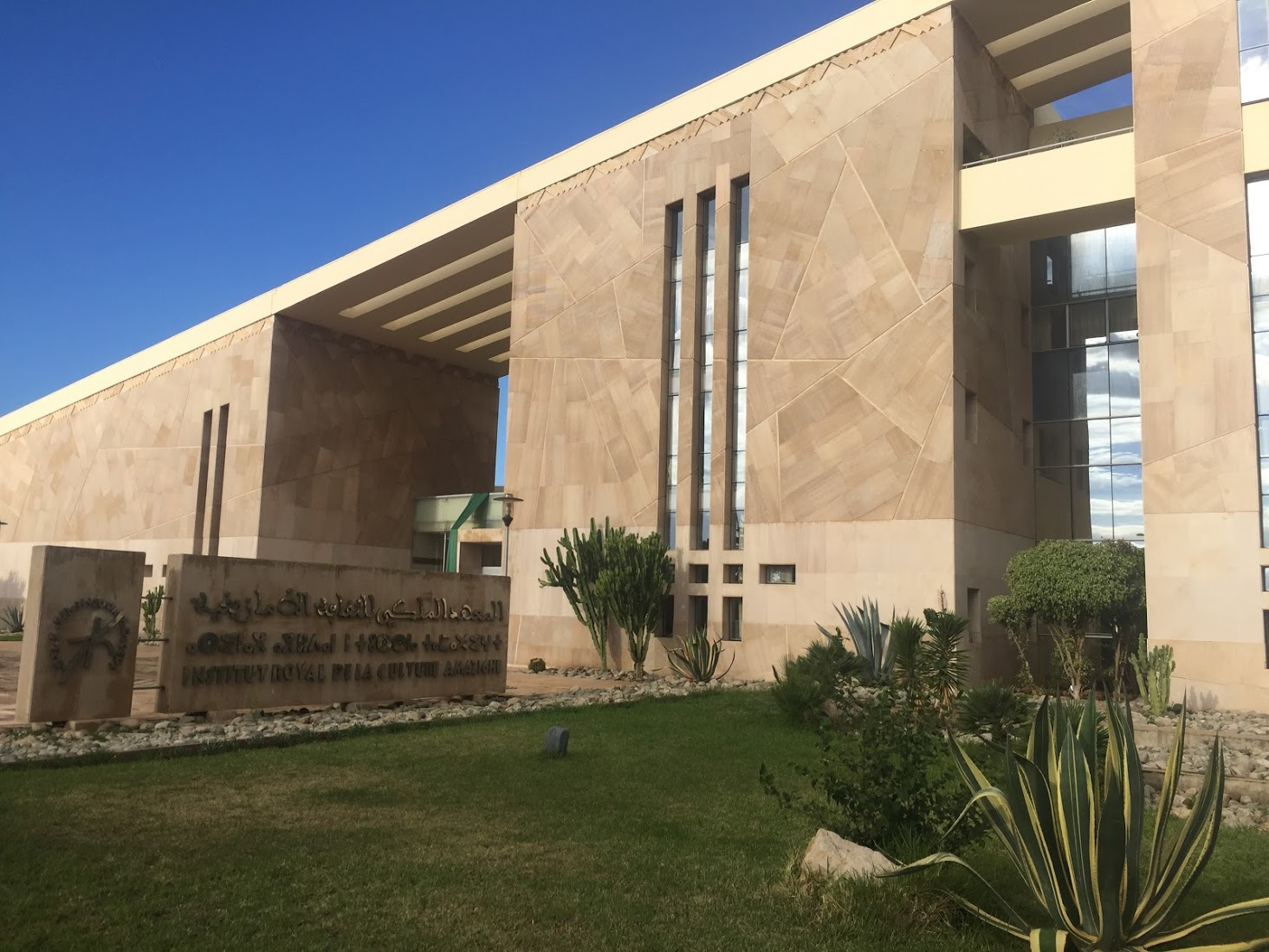
La sede dell'IRCAM a Rabat

IRCAM è la sigla con cui è comunemente noto l'Institut Royal de la Culture Amazighe (in italiano: Istituto Reale della Cultura Amazigh; in berbero: ⴰⵙⵉⵏⴰⴳ ⴰⴳⴻⵍⴷⴰⵏ ⵏ ⵜⵓⵙⵙⵏⴰ ⵜⴰⵎⴰⵣⵉⵖⵜ, Asinag Ageldan n Tussna Tamaziɣt; in arabo المعهد الملكي للثقافة الأمازيغية‎?). È un ente governativo del Marocco incaricato della salvaguardia e della promozione della lingua e della cultura amazigh (berbera).

## Storia
Dopo molti tentativi falliti, da parte di singole personalità ed associazioni per la preservazione e lo sviluppo della lingua e cultura berbere, di ottenere per esse qualche riconoscimento ufficiale in uno Stato che nella sua Costituzione si dichiara esclusivamente "arabo", un momento decisivo fu il discorso che il giovane re Mohammed VI indirizzò alla Nazione il giorno del secondo anniversario della sua ascesa al trono il 30 luglio 2001, in cui si sottolineava il carattere plurale dell'identità nazionale marocchina e si prometteva la creazione di un Istituto Reale destinato alla promozione della componente amazigh del Marocco.
Il 17 ottobre 2001, a Khenifra, il re firmò il dahir (decreto reale) che istituiva l'IRCAM. Suo primo rettore fu Mohamed Chafik, cui è succeduto, nel 2003, Ahmed Boukous.
Dotato di una solida struttura organizzativa e di ampi mezzi finanziari, l'IRCAM ha cominciato ad operare soprattutto in direzione di una standardizzazione della lingua ai fini dell'insegnamento, in vista di un suo inserimento nella scuola marocchina. In questo ambito, un'importante decisione è stata presa dal consiglio di amministrazione del 30 e 31 gennaio 2003 con l'adozione della scrittura tifinagh per l'insegnamento del berbero nelle scuole (e questo in contrasto sia con il movimento associativo dei Berberi, favorevole ad una grafia latina, sia con le associazioni religiose che richiedevano invece l'uso della scrittura araba).
Qualche polemica ha accompagnato anche le dimissioni, presentate il 21 febbraio 2005 da sette membri del consiglio d'amministrazione, che protestavano contro l'atteggiamento di chiusura del Ministero dell'Educazione Nazionale nei confronti della lingua berbera nelle scuole.
Nel 2011 il berbero diventa lingua ufficiale accanto all'arabo in seguito alla riforma costituzionale, approvato da un referendum.

## Struttura
All'interno dell'Istituto operano diversi Centri:
- CAL (Centre de l'Aménagement Linguistique - Centro per la Pianificazione Linguistica).
- CEAS (Centre des Études Anthropologiques et Sociologiques - Centro per gli Studi Antropologici e Sociologici).
- CEHE (Centre des Études Historiques et Environnementales - Centro per gli Studi Storici e Ambientali).
- CRDPP (Centre de la Recherche Didactique et des Programmes Pédagogiques - Centro per la Ricerca Didattica e per i Programmi Pedagogici).
- CTDEC (Centre de la Traduction, de la Documentation, de l'Edition et de la Communication - Centro per la Traduzione, la Documentazione, l'Edizione e la Comunicazione).
- CEISIC (Centre des Études Informatiques, des Systèmes d'Information et de Communication - Centro per gli Studi Informatici, i Sistemi di Informazione e di Comunicazione).
- CEALPA (Centre des Études Artistiques, des Expressions Littéraires et de la Production Audiovisuelle - Centro per gli Studi Artistici, le Espressioni Letterarie e la Produzione Audiovisiva).